# Langbruch
Koordinaten: 49° 43′ 15″ N, 7° 5′ 21″ O
Das Naturschutzgebiet Langbruch liegt im Landkreis Birkenfeld in Rheinland-Pfalz und ist Teil des Nationalparks Hunsrück-Nahe. Das etwa 49 ha große Gebiet südlich des Erbeskopfs, das im Jahr 1985 unter Naturschutz gestellt wurde, erstreckt sich nordwestlich des Weilers Thranenweier in der Ortsgemeinde Börfink. Östlich verläuft die Kreisstraße 49 und fließt der Thranenbach. Schutzzweck ist die Erhaltung des Feuchtgebietes mit seinen Wasser- und Moorflächen als Standort zahlreicher bestandsbedrohter Pflanzen und Pflanzengesellschaften.